# Amylohyphus africanus
Amylohyphus ist eine Pilzgattung aus der Familie der Schichtpilzverwandten (Stereaceae).
Charakteristische Gattungsmerkmale sind die amyloiden Hyphen und Zystiden und die inamyloiden, zylindrischen Sporen. Die corticioiden Pilze haben ein Catahymenium und ein monomitisches Hyphensystem mit knotig sepierten Hyphen. Die Typusart und zugleich die einzige Art der Gattung, Amylohyphus africanus Ryvarden , wächst auf Laubholz. Der Holotypus wurde 1974 in der Demokratischen Republik Kongo gesammelt.

## Merkmale
Die harten, resupinaten Fruchtkörper sind am Substrat angewachsen. Die Hymeniumoberfläche ist hellbraun und der Rand ockerfarben. Während die reiferen Bereiche des Fruchtkörpers uneben bis warzig sind, ist der jüngere Rand glatt. Das Hyphensystem ist monomitisch. Die generativen, amyloiden Hyphen tragen an ihren Septen Schnallen. Das Hymenium ist ein typisches Catahymenium mit zahlreichen, dünnen bis dickwandigen, amyloiden Zystiden und besteht teilweise aus langgestreckten, dickwandigen Hyphen und teilweise aus bauchigen bis pfriemförmigen Zystiden. Die Amyloid-Reaktion ist in den dickwandigen Hyphen und im basalen Teil der Zystiden am ausgeprägtesten. Der obere Teil der Zystiden reagiert nur schwach und ist meist leicht gelblich gefärbt. Die viersporigen Basidien sind keulig und die zylindrischen Sporen messen etwa 12–15 µm × 5–7 µm und sind inamyloid.

## Systematik
Die Gattung wurde 1978 durch L. Ryvarden neu beschrieben. Der Autor stellte die Gattung in die Familie der Corticiaceae und weist auf eine mögliche Verwandtschaft zu den Schichtpilzen hin. Laut Ryvarden ist die neue Gattung durch die Amyloid-Reaktion der Hyphen und Zystiden sowie durch die inamyloiden Sporen gekennzeichnet. Die Schichtpilze unterscheiden sich von Amylohyphus durch ihre inamyloiden, schlanken Pseudozystiden und ihre Skeletthyphen. Die generativen Hyphen sind bei Stereum einfach sepiert und die Basidiosporen sind amyloid. Die Gattung wurde bisher noch nicht molekularbiologisch untersucht, wegen der inamyloiden Sporen ist eine Verwandtschaft mit Stereum eher unwahrscheinlich. K. H. Larsson weist auf eine mögliche Verwandtschaft zu den Gloeophyllaceae hin, erläutert dies aber nicht weiter.

### Internetquellen
- Amylohyphus. Ryvarden (1978). In: MycoBank.org. International Mycological Association, abgerufen am 16. September 2014 (englisch).